# 幺灘鎮
幺灘鎮，是四川省鄰水縣下轄的一個鎮級行政單位。

## 沿革[1]
- 1953年9月4日，幺灘鎮人民政府成立，隸屬第五區()公所管轄。
- 1955年3月5日，幺灘鎮人民政府劃歸第六區(九龍區)公所管轄。
- 1956年1月16日，幺灘鎮人民政府改稱灘鄉人民委員會。
- 1994年，雷公鄉併入復置幺灘鎮。
- 2007年，幺灘鎮更名為御臨鎮[2]。